# Gwendal
Gwendal ist eine bretonische Band, die seit 1972 zusammenspielt und in den ersten Jahren ihres Bestehens insbesondere durch traditionelle Instrumentaltitel aus ihrer Herkunftsregion und anderen keltischen Gebieten, namentlich Irland, bekannt wurde. Stilistisch wird die Gruppe dem Folk-Rock zugeordnet, womit ihre häufigen Anklänge an den Jazz allerdings unzureichend beschrieben werden.

## Geschichte
Ab 1972 nannte die Gruppe sich zunächst Soporific String Band. Als die Musiker mit EMI über ihren ersten Plattenvertrag verhandelten, legte ihnen die Firma nahe, sich einen Namen auszuwählen, der bretonischer klang; so kam es zur Umbenennung in Gwendal, welches ein männlicher Vorname ist, der – eigentlich allerdings in der Schreibweise Gwenn-dall – so viel wie „blendend weiß“ bedeutet. Von 1974 bis 1976 produzierte Gwendal jährlich eine Langspielplatte, die in Frankreich auf dem Pathé-Marconi-Label erschienen. Von ihrem schlicht Gwendal betitelten, erfolgreichen Debütalbum wurde 1978 sogar eine Nachpressung erforderlich. Die Platte enthält 14 Traditionals, die von Gwendal selbst arrangiert wurden. Der auf dem vom Comiczeichner Enki Bilal gestalteten Plattencover mit weit ausholendem Schritt über eine ländliche Gegend hinwegschreitende Riesen-Lutin wurde in den ersten Jahren zum Markenzeichen der Band.
1979 erschien Gwendals vierte LP unter dem Namen 4. Ab den 1980er Jahren entwickelte sich ihr Stil und ihre Instrumentierung stärker in Richtung Elektro-Folk-Rock, unter anderem aufgrund der Verwendung von E-Gitarre, Schlagzeug und Synthesizer. Damit einher gingen personelle Veränderungen. Bezüge zur keltischen Musik blieben bei ihren Plattenveröffentlichungen und Auftritten aber ebenso weiterhin erhalten wie die jazzigen Elemente, die insbesondere von den Blasinstrumenten erzeugt wurden. Nach der siebten LP Mitte der 1980er Jahre verlängerte EMI Gwendals Plattenvertrag nicht mehr.
Die auch in den 2010er Jahren noch bestehende, in Brest beheimatete Band hat weiterhin Platten veröffentlicht und ist nicht nur in Frankreich weiterhin regelmäßiger Gast bei kleineren und großen Musikfestivals; das reichte vom Auftritt im nordfranzösischen Loon-Plage bei dem als „Het Lindeboom“ (auf Deutsch „Die Linde“) bekannten Festival traditioneller Musik (2009) bis hin zum Printemps de Bourges (1979) und dem Festival Interceltique de Lorient (zuletzt 2019). Häufig tritt Gwendal auch im spanischen Teil des Baskenlands auf, so beispielsweise beim Folk-Festival in Getxo; von diesem Konzert erschien 2016 ein Live-Mitschnitt bei Keltia Musique, ihr bisher letzter Tonträger (siehe die Diskographie weiter unten).
Gwendal hatte zwar nie nennenswerte Charterfolge verzeichnen können, drei Best-of-Kompilationen (1994, 1998 und 2008) legen jedoch nahe, dass die Gruppe auf einen festen Kreis von Liebhabern ihrer Musik zählen kann. In Spanien wurde sie aufgrund der Verkaufszahlen des Albums Aventures celtiques – das dort Lo mejor de Gwendal hieß – mit einer Goldenen Schallplatte ausgezeichnet, und für Glen River verlieh die angesehene Akademie Charles Cros der Band ihren Grand Prix du Disque.

## Besetzung
Bei den Aufnahmen zu ihrer ersten LP, die 1974 erschien, bestand die Gruppe aus Youenn Le Berre (Querflöte, Bombarde, Altsaxophon, Cornemuse), Bruno Barré (Geige), Jean-Marie Renard (Gitarre), Roger Schaub (Bassgitarre) und Patrice Grupallo (Mandoline, Percussion).
Bei der personellen Besetzung kam es in den folgenden mehr als 40 Jahren ebenso wiederholt zu Veränderungen wie bei der Instrumentierung und der Zahl der Bandmitglieder, die sich phasenweise auf sieben erhöhte. Von den später dazugekommenen Musikern spielten zwei eine wesentliche Rolle für die Entwicklung Gwendals, nämlich der Gitarrist François Ovide und der Multiinstrumentalist Robert Le Gall, der Violine, akustische Gitarre, Mandoline, Percussions und Bassgitarre spielte und dem die Gruppe – wie auch Ovide – zahlreiche Eigenkompositionen verdankt. Beide haben Gwendal später wieder verlassen; von der ganz frühen Besetzung aus den 1970er Jahren war ausschließlich Youenn Le Berre auch 2016 noch dabei.

## Diskografie
Die Gruppe hat ausschließlich Platten im Langformat, anfangs auf Vinyl, später auf CD veröffentlicht.
Langspielplatten
- 1974: Gwendal (Reedition 1978, wird nach dem ersten Titel der A-Seite häufiger auch als Irish Jig bezeichnet)
- 1975: Joe Can't Reel
- 1976: Rainy Day (À vos désirs)
- 1979: 4
- 1981: En concert
- 1983: Locomo
- 1985: Danse la musique
- 1989: Glen River
- 1995: Pan Ha Diskan
- 2005: War-Raog
- 2016: Live in Getxo

Kompilationen
- 1994: Les Plus Belles Chansons de Gwendal
- 1998: Aventures celtiques
- 2008: Best of